# Totnes
Totnes (pronunciat /tɒtˈnıs, tɒtˈnɛs/) és una població del comtat de Devon, al sud-oest d'Anglaterra.
Administrativament forma part del districte de South Hams a la costa sud de Devon, i n'ostenta la seu del Consell de Districte. Es troba a 28 milles (45 km) al sud-oest d'Exeter i 24 milles (39 km) de Plymouth. En el cens del 2011 tenia 8.076 habitants (incloent el nucli de Totnes i Totnes Bridgetown). Totnes es troba a la capçalera de la desembocadura del riu Dart, entre els boscos de Dartmoor i l'estuari de Dartmouth.

## Galeria d'imatges

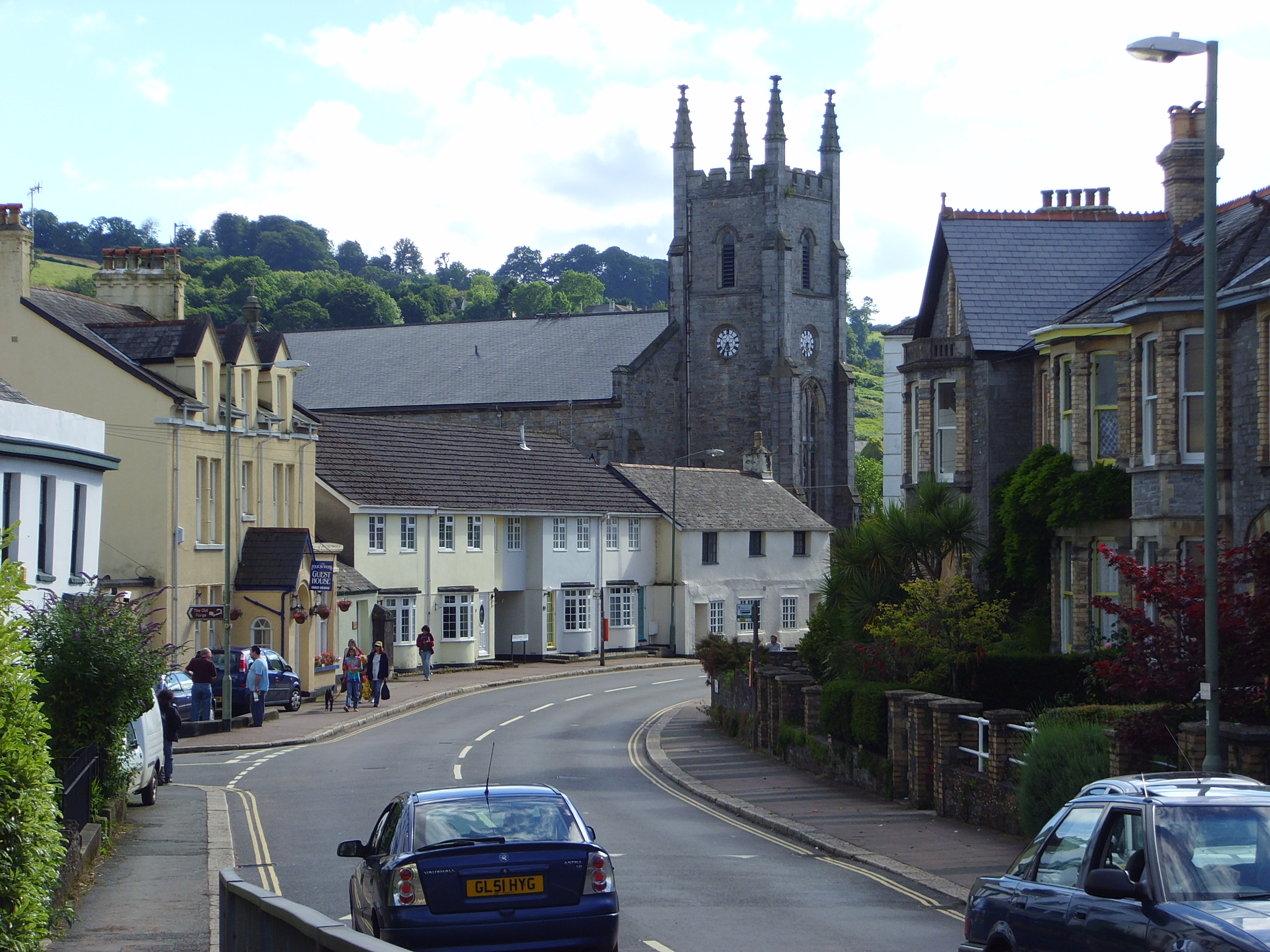
Bridgetown
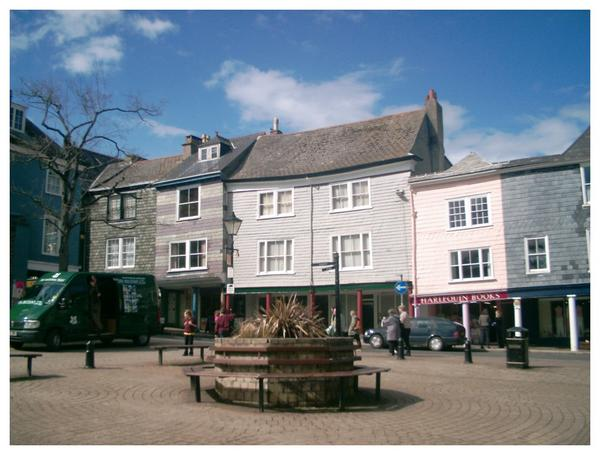
Butterwalk, High Street
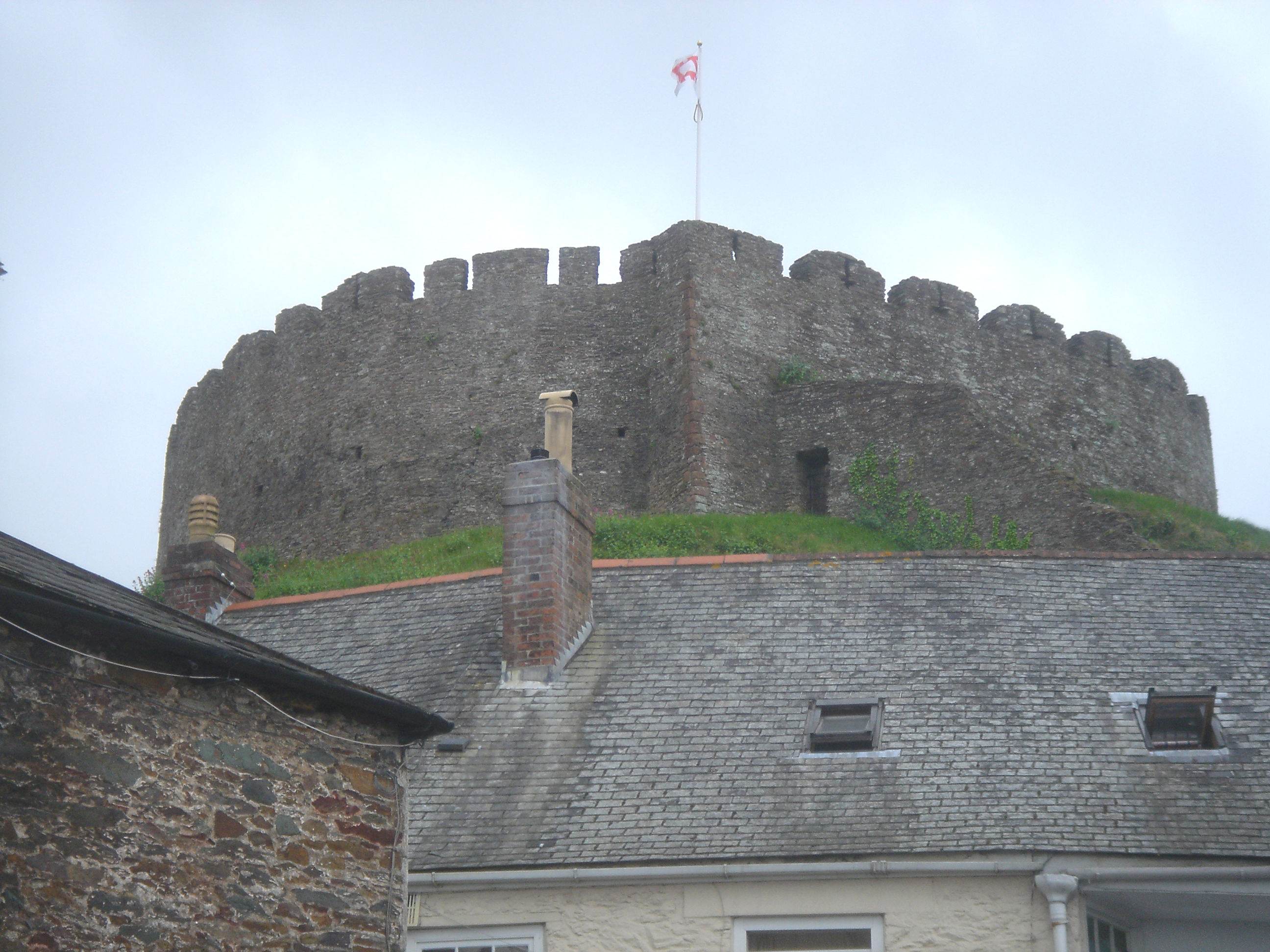
Castell de Totnes
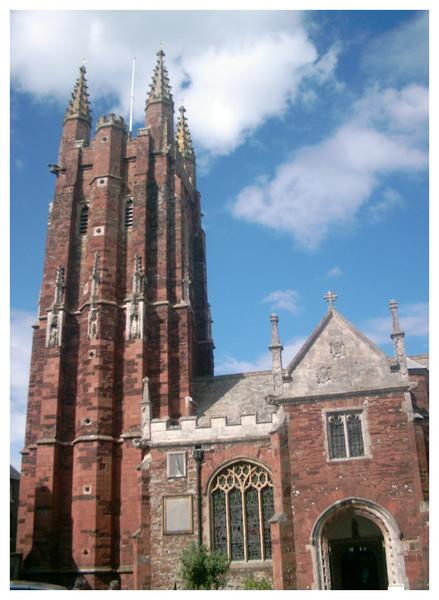
Església de St. Mary
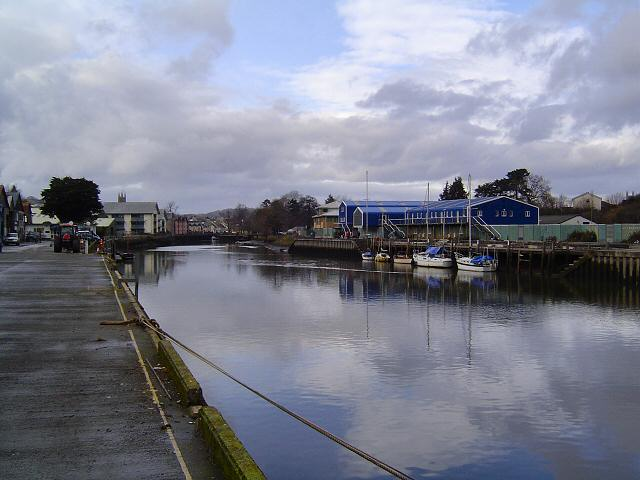
Vora del Dart

## Persones il·lustres
- William Brockedon (1787-1854), pintor, escriptor i inventor.
- William John Wills (1834-1861), explorador d'Austràlia, nascut a Totnes.
- Sean O'Casey (1880-1954), dramaturg irlandès, el 1938 es va traslladar a Totnes amb la seva esposa Eileen i família, on hi va viure fins al 1954 que va anar a Torquay, on va morir el 1964.[4]
- Pegaret Anthony (1915-2000), artista coneguda per les seves aquarel·les de treballadors durant la Segona Guerra Mundial
- Rob Hopkins (1968), co-fundador del moviment internacional de ciutats en transició va inicial el moviment a Totnes.[5]
- Ben Howard (1987), cantautor
- El grup de música electrònica Metronomy es fa formar el 1999 per Joseph Mount à Totnes.[6]

## Comunicacions
En tren, Totnes està a la línia principal de Londres (Paddington) a Penzance. Des de les Midlands, Escòcia i Gal·les, s'arriba per Bristol. Per carretera, Totnes és a uns 5 quilòmetres de l'autopista A38 Devon, a mig camí entre Exeter i Plymouth. Es troba a 150 quilòmetres de l'aeroport de Bristol i 50 del d'Exeter.